# The End of the F***ing World
The End of the F***ing World (englisch für Das Ende der verdammten Welt) ist eine britische Dramedy-Fernsehserie. Die Geschichte basiert auf der Comic-Reihe The End of the Fucking World von Charles S. Forsman.
Die achtteilige erste Staffel wurde ab dem 24. Oktober 2017 auf Channel 4 in Großbritannien ausgestrahlt. Im deutschsprachigen Raum wurden alle acht Folgen am 5. Januar 2018 bei Netflix veröffentlicht. Die zweite Staffel wurde am 5. November 2019 veröffentlicht.

## Handlung

### Staffel 1
Der 17-jährige James hält sich selbst für einen Psychopathen und plant seinen ersten Mord an einem Menschen – da kommt es ihm gerade recht, dass die neue Schülerin Alyssa ihn unvermittelt anspricht. Alyssa hält es bei ihrer Mutter und deren neuem Lebensgefährten nicht mehr aus und überzeugt James kurzerhand, mit ihr wegzulaufen. Während Alyssa ihren Vater zu finden hofft, plant James, sie bei erster Gelegenheit zu ermorden. So finden sich die beiden auf einem Roadtrip wieder, der rasch aus dem Ruder läuft und ihnen ein Zurück schon bald unmöglich macht.
Nachdem sie das Auto von James’ Vater gegen einen Baum gefahren haben, steigen die beiden aufs Trampen um. So lernen sie einen zunächst freundlichen Armee-Veteranen kennen, der sich allerdings bei erster Gelegenheit an James vergehen will. Dank Alyssas beherztem Einschreiten werden die beiden ihn nicht nur los, sondern gelangen auch in den Besitz einer großen Menge Geldes. Sie übernachten in einem Hotel und ziehen anschließend zu Fuß weiter.
Alyssa will das Treffen mit ihrem Vater noch hinauszögern und schlägt einen „Kurzurlaub“ vor. Sie brechen in ein scheinbar unbewohntes Haus ein und lassen es sich gut gehen – bis der Hausbesitzer in der Nacht zurückkommt, sich als Psychopath entpuppt und versucht, Alyssa zu vergewaltigen. James tötet ihn mit seinem Jagdmesser, um Alyssa zu retten. Auf der anschließenden Flucht ändert sich plötzlich alles: James begreift, dass er kein Psychopath ist und dass er tiefe Gefühle für Alyssa entwickelt, während sie in ihrem Schock nun James als Mörder sieht und vor ihm flieht.
Während der kurzzeitigen Trennung gelingt es beiden, den ersten Schock zu überwinden und wieder zueinander zu finden. Sie stehlen ein Auto und finden Alyssas Vater. Dieser nimmt beide in seinem Wohnwagen auf und begeistert seine Tochter durch seinen unkonventionellen Lebensstil sowie die Herzlichkeit, mit der er sie empfängt. Doch auch dieser erste Eindruck entpuppt sich schnell als trügerisch. Es stellt sich heraus, dass er einen weiteren Sohn hat, um den er sich nicht kümmert; dass nicht er ihr jedes Jahr zum Geburtstag eine Karte geschrieben hat, sondern ihre Mutter, und dass er die beiden für die ausgelobte Belohnung an die Polizei verraten will. Es kommt zur Eskalation, bei der Alyssas Vater und eine Kommissarin verletzt werden.
Auf der Flucht vor der Polizei schlägt James Alyssa nieder, um sie vor den rechtlichen Konsequenzen ihrer Taten zu schützen. Er rennt davon, das Bild wird schwarz und es fällt ein Schuss.

### Staffel 2
Die zweite Staffel spielt zwei Jahre nach den Geschehnissen der ersten. James wurde angeschossen und hat das Laufen nach mehreren Operationen neu gelernt. An Alyssa hat er, von ihrer Mutter gedrängt, einen Abschiedsbrief geschrieben. Alyssa musste Sozialstunden ableisten und lebt mit ihrer Mutter bei deren Halbschwester.
In der ersten Folge wird gezeigt, wie eine junge Frau namens Bonnie, die in ihrer Kindheit stets unter dem starken Druck ihrer Mutter zu leiden hatte und nicht studieren konnte, sich heimlich in die Vorlesungen schleicht. Der Professor ist der Mann, den James in Staffel 1 erstochen hat. Er geht mit Bonnie eine Affäre ein, damit sie an seinen Vorlesungen teilnehmen darf und spielt ihr eine Liebesbeziehung vor. Bonnie erwischt ihn mit einer anderen Studentin und bringt sie daraufhin um. Dafür sitzt Bonnie im Gefängnis. Dort erfährt sie, dass ihr „Freund“ umgebracht wurde. Zu Beginn der Haupthandlung kommt Bonnie aus dem Gefängnis frei und will sich an Alyssa rächen.
Nach dem Tod seines Vaters spürt James Alyssa auf und will ihr seine Liebe gestehen. Als er erfährt, dass Alyssa bald heiraten wird, fängt er an, sie zu stalken. Am Vorabend der Hochzeit bemerkt sie James und stellt ihn zur Rede. Ab diesem Zeitpunkt ist sie hin- und hergerissen zwischen James und ihrem Verlobten Todd. Nach der Hochzeit flieht Alyssa mit James. Im Wald nehmen die beiden die inzwischen mit einem Revolver und einem Messer bewaffnete Bonnie als vermeintliche Anhalterin mit.
Bonnie, James und Alyssa übernachten in einem Motel, nachdem Bonnie James Auto sabotiert hat. Während James und Alyssa sich küssen, belästigt der Motelbesitzer Bonnie. Sie schreckt ihn mit ihrem Revolver ab, lässt sich dann aber von dem eingeschüchterten Mann überreden, die Waffe wegzulegen. Als diese zu Boden fällt, löst sich ein Schuss und trifft den Besitzer tödlich am Kopf.
James und Alyssa haben davon nichts mitbekommen. Da Alyssa wieder zu ihrer Familie zurück will, lassen sie die von ihrer Tat schockierte Bonnie unterwegs zurück. Alyssa verlässt James und sucht Todd auf, der ihr verzeiht und ihre gemeinsame Zukunft plant. Daraufhin sagt Alyssa ihm, dass sie sich scheiden lassen möchte.
An Alyssas Arbeitsstelle, dem Café ihrer Tante, kommt es zur Konfrontation zwischen Bonnie und Alyssa, als James dazu stößt. Alyssa erzählt Bonnie von dem Versuch des Professors, sie zu vergewaltigen, und wie sie davon traumatisiert wurde. Bonnie glaubt ihr nicht und möchte beide erschießen, erträgt aber die Vorstellung nicht und will sich das Leben nehmen, woraufhin James und Alyssa sie überwältigen. Sie wird von der Polizei festgenommen.
Alyssa flieht zum Haus ihres Peinigers, um das Trauma loszuwerden. James folgt ihr und bringt sie an den Ort, an dem sich seine Eltern verliebt haben. Dort verstreut er die Asche seines Vaters. Sie gestehen sich ihre gegenseitige Liebe füreinander.

## Dreharbeiten
Die Dreharbeiten zur ersten Staffel begannen im April 2017 und endeten einige Wochen vor der Veröffentlichung der Serie im Oktober 2017. Obwohl die Sendung in England gedreht wurde, ist sie amerikanisch angehaucht; Entwistle ließ sich von Twin Peaks und Fargo inspirieren. Die Episoden wurden größtenteils in der südenglischen Grafschaft Surrey gedreht, unter anderem am Busbahnhof Guildford, im Einkaufszentrum The Square in Camberley, in Woking und in den Longcross Film Studios in Longcross, Borough of Runnymede. Weitere Drehorte waren Bracknell in Berkshire und Leysdown-on-Sea auf der zur Grafschaft Kent gehörenden Isle of Sheppey. 
Die Serie soll zur Zeit der Ausstrahlung, also in den 2010er-Jahren, spielen, zugleich wollte Entwistle, dass sie sich so anfühlt, als könnte sie „jederzeit zwischen 1988 und 2006“ spielen. Die Restaurants, die in der Serie vorkommen, sind im Stil der 1970er-Jahre gestaltet und der Soundtrack enthält Lieder aus den 1950er-, 1960er- und 1970er-Jahren sowie Musik von Graham Coxon, dem Gründungsmitglied von Blur.

## Besetzung und Synchronisation
Die deutsche Synchronisation entstand nach den Dialogbüchern von Timmo Niesner und Tarek Helmy sowie unter der Dialogregie von Niesner durch die Synchronfirma VSI Synchron in Berlin.
| Rolle              | Schauspieler        | Hauptrolle (Folgen)              | Nebenrolle (Folgen)        | Synchronsprecher  |
| ------------------ | ------------------- | -------------------------------- | -------------------------- | ----------------- |
| James              | Alex Lawther        | 1.01–2.08                        |                            | David Wittmann    |
| Alyssa Foley       | Jessica Barden      | 1.01–2.08                        |                            | Tabea Börner      |
| Det. Eunice Noon   | Gemma Whelan        | 1.01–1.08                        |                            | Isabelle Schmidt  |
| Det. Teri Donoghue | Wunmi Mosaku        | 1.01–1.08                        |                            | Mia Diekow        |
| Phil               | Steve Oram          | 1.01–1.07, 2.02–2.03, 2.06, 2.08 |                            | Bernhard Völger   |
| Gwen               | Christine Bottomley | 1.01–1.02, 1.05–1.07, 2.02–2.08  |                            | Marie Bierstedt   |
| Tony               | Navin Chowdhry      | 1.01–1.02, 1.05–1.07             |                            | Tobias Nath       |
| Leslie Foley       | Barry Ward          | 1.07–1.08                        |                            | Tommy Morgenstern |
| Bonnie             | Naomi Ackie         | 2.01, 2.03–2.08                  |                            | Lea Kalbhenn      |
| Prof. Clive Koch   | Jonathan Aris       |                                  | 1.03–1.04, 2.01–2.04, 2.08 | Alexander Doering |
| Todd               | Josh Dylan          |                                  | 2.02–2.04, 2.06, 2.08      | Lukas Sperber     |

## Episodenliste

### Staffel 1
| Nr. (ges.)                                                                                  | Nr. (St.) | Deutscher Titel | Originaltitel | Regie                                 | Drehbuch       |
| ------------------------------------------------------------------------------------------- | --------- | --------------- | ------------- | ------------------------------------- | -------------- |
| 1                                                                                           | 1         | Folge 1         | Episode 1     | Jonathan Entwistle                    | Charlie Covell |
| 2                                                                                           | 2         | Folge 2         | Episode 2     | Jonathan Entwistle                    | Charlie Covell |
| 3                                                                                           | 3         | Folge 3         | Episode 3     | Jonathan Entwistle                    | Charlie Covell |
| 4                                                                                           | 4         | Folge 4         | Episode 4     | Jonathan Entwistle                    | Charlie Covell |
| 5                                                                                           | 5         | Folge 5         | Episode 5     | Jonathan Entwistle und Lucy Tcherniak | Charlie Covell |
| 6                                                                                           | 6         | Folge 6         | Episode 6     | Lucy Tcherniak                        | Charlie Covell |
| 7                                                                                           | 7         | Folge 7         | Episode 7     | Lucy Tcherniak                        | Charlie Covell |
| 8                                                                                           | 8         | Folge 8         | Episode 8     | Lucy Tcherniak                        | Charlie Covell |
| Am 24. Oktober 2017 wurden alle Folgen der Staffel gleichzeitig bei Netflix veröffentlicht. |           |                 |               |                                       |                |

### Staffel 2
| Nr. (ges.)                                                                                  | Nr. (St.) | Deutscher Titel | Originaltitel | Regie            | Drehbuch       |
| ------------------------------------------------------------------------------------------- | --------- | --------------- | ------------- | ---------------- | -------------- |
| 9                                                                                           | 1         | Folge 1         | Episode 1     | Lucy Forbes      | Charlie Covell |
| 10                                                                                          | 2         | Folge 2         | Episode 2     | Lucy Forbes      | Charlie Covell |
| 11                                                                                          | 3         | Folge 3         | Episode 3     | Lucy Forbes      | Charlie Covell |
| 12                                                                                          | 4         | Folge 4         | Episode 4     | Lucy Forbes      | Charlie Covell |
| 13                                                                                          | 5         | Folge 5         | Episode 5     | Destiny Ekaragha | Charlie Covell |
| 14                                                                                          | 6         | Folge 6         | Episode 6     | Destiny Ekaragha | Charlie Covell |
| 15                                                                                          | 7         | Folge 7         | Episode 7     | Destiny Ekaragha | Charlie Covell |
| 16                                                                                          | 8         | Folge 8         | Episode 8     | Destiny Ekaragha | Charlie Covell |
| Am 5. November 2019 wurden alle Folgen der Staffel gleichzeitig bei Netflix veröffentlicht. |           |                 |               |                  |                |

## Rezeption
Axel Schmitt vom Branchenportal Serienjunkies.de gibt der Pilotepisode volle fünf Sterne und findet an The End of the F***ing World sowohl die „wahrlich triste visuelle Umsetzung und die hervorragenden schauspielerischen Leistungen der beiden Hauptdarsteller […] faszinierend“ als auch „die unbarmherzige Kompromisslosigkeit, mit der sie die Trostlosigkeit der eigenen Existenz“ betrachten. Die „zwei depressive[n] 17-Jährige[n]“ machten sich zu einem „Roadtrip ins Ungewisse“ auf, „um der heimischen Enge und Spießigkeit zu entfliehen“.
Sonja Thomaser meint in der Frankfurter Rundschau unter der Überschrift „Bonnie und Clyde reloaded“, die Serie zeige, wie schwierig das Leben als Teenager sei, wenn man anders ist und mit Schicksalsschlägen umgehen muss wie dem Tod oder der Zurückweisung durch die eigenen Eltern. Hier würden tiefgründige Wahrheiten über das Leben geboten: Manchmal sei „der radikale Bruch der einzige Ausweg, um sich selbst zu finden.“

## Auszeichnungen
British Academy Television Award 2020
- Auszeichnung als Beste Drama-Serie[7]
- Auszeichnung als Beste Nebendarstellerin (Naomi Ackie)[7]